# Polski Przegląd Kartograficzny
Polski Przegląd Kartograficzny (Polish Cartographical Review) – kwartalnik naukowy z zakresu kartografii, założony w 1923 roku we Lwowie przez Eugeniusza Romera, wydawany w latach 1923–1934 początkowo przez "Książnicę Polską" - Wydawnictwo Towarzystwa Nauczycieli Szkół Wyższych, przekształcone w roku następnym w Zjednoczone Zakłady Kartograficzne i Wydawnicze Towarzystwa Nauczycieli Szkól Średnich i Wyższych "Książnica-Atlas". 
Po II wojnie światowej reaktywowany w 1969 roku z osobną numeracją tomów i publikowany przez Oddział Kartograficzny (do 2000 Komisję Kartograficzna) Polskiego Towarzystwa Geograficznego. Do 2010 współwydawcą kwartalnika było Państwowe (od 1991 Polskie) Przedsiębiorstwo Wydawnictw Kartograficznych (obecnie Lark.pl SA). Czasopismo jest redagowane i opracowywane przez członków Oddziału Kartograficznego Polskiego Towarzystwa Geograficznego. Od roku 2015, angielskojęzyczna wersja elektroniczna zawierająca wyłącznie teksty artykułów, publikowana na platformie De Gruyter pod tytułem "Polish Cartographical Review" stanowi wersję pierwotną czasopisma, zaś polskojęzyczna wersja drukowana ukazuje się jako suplement wersji elektronicznej, przy czym wersja angielskojęzyczna elektroniczna i drukowana zachowuje ciągłość numeracji tomów, zaś począwszy od roku 2016, polskojęzyczny suplement ukazuje się jako półrocznik z osobną numeracją tomów i zeszytów.
Poza numerami seryjnymi publikowana jest również seria zeszytów o charakterze monograficznym, pod wspólnym tytułem "Biblioteka Polskiego Przeglądu Kartograficznego".